# Флаг Жемайтии
Флаг Жемайтии — символ Жемайтии, историко-этнографического региона на западе Литвы. Утверждён решением Геральдической комиссией Литвы № 121 от 21 июля 1994 года.

## Описание
Белое полотнище с двумя косицами, имеющее узкую красную кайму и полный герб Жемайтии: на красном геральдическом щите чёрный восстающий медведь с чёрным языком, серебряными когтями и цепью на шее. Щит дополнен щитодержателями (рыцарь в латах и женщина, опирающаяся на якорь), княжеской шапкой и девизом на латине Patria una — «Отечество одно».

## История
Флаг создан на основе исторической хоругви Жемайтского староства Великого княжества Литовского. Марцин Бельский в «Хронике польской» (1597) и Бартош Папроцкий в книге «Гербы польского рыцарства» (1584) сообщают, что на одной стороне хоругви изображён герб Великого княжества Литовского, а на другой стороне — восстающий чёрный медведь в белом ошейнике, в красном щите, как символ своей земли. Аналогичное описание флага в XVIII веке повторил Каспер Несецкий.
В 1584 году герольд Бартош Папроцкий впервые даёт описание герба Жемайтии: в червлёном поле чёрный медведь с белой цепью вокруг шеи.
Флаг Жемайтии создан в 1994 году Эдмундасом Римшей.